# Książę Norfolk

Herb księcia Norfolk

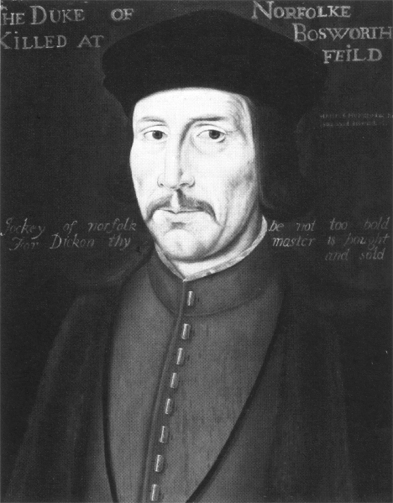
John Howard, 1. książę Norfolk

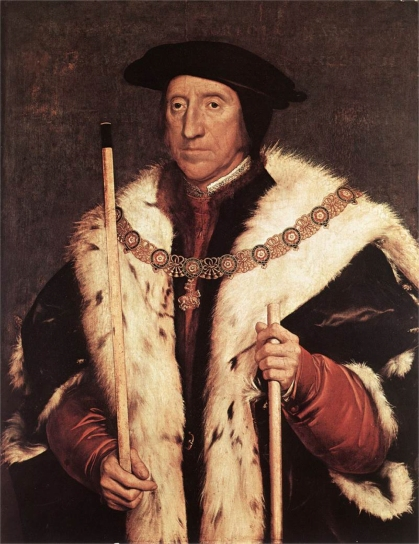
Thomas Howard, 3. książę Norfolk

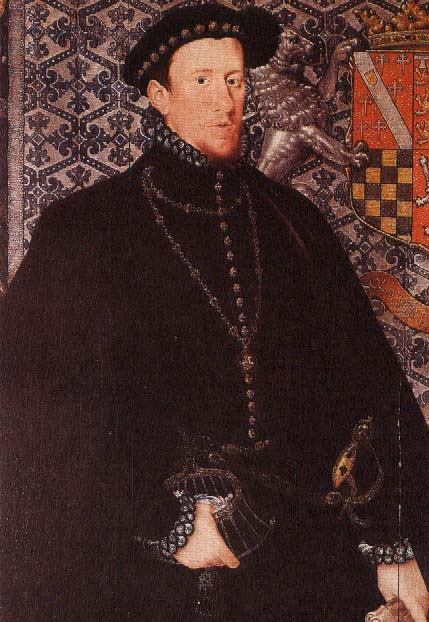
Thomas Howard, 4. książę Norfolk

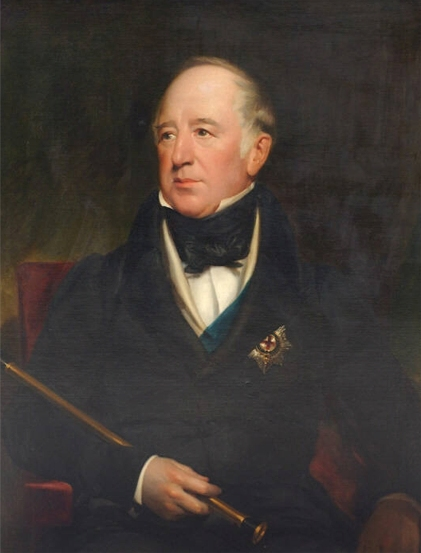
Henry Fitzalan-Howard, 14. książę Norfolk

Tytuł księcia Norfolk po raz pierwszy został przyznany Tomaszowi de Mowbray w 1397 roku. Był on 1.księciem Norfolk pierwszej kreacji. W 1399 roku tytuł ten został mu odebrany. Został przywrócony synowi Tomasza, Janowi de Mowbray w 1425 roku. Rodzina de Mowbray dzierżyła tytuł przez pięć pokoleń do czasu córki Jana de Mowbray, 4. księcia Norfolk, Anny de Mowbray, księżny Norfolk, która wyszła za mąż za Ryszarda Shrewsbury, 1. księcia Yorku, syna króla Anglii, Edwarda IV. Ryszard Shrewsbury otrzymał tytuł księcia Norfolk w 1481 roku i dzierżył go do czasu swej śmierci w 1483 roku. Była to druga kreacja książąt Norfolk.
Pierwszym księciem Norfolk, wywodzącym się z rodu Howardów był Jan Howard, 1. książę Norfolk trzeciej kreacji, który ożenił się z Małgorzatą de Mowbray, córką Tomasza de Mowbray, 1. księcia Norfolk, pierwszej kreacji i Elżbiety FitzAlan. Tytuł księcia Norfolk trzeciej kreacji został nadany Janowi Howardowi w 1483 roku. W 1572 roku tytuł został Howardom odebrany–4. księciu Norfolk Tomaszowi Howardowi. Powrócił do rodu w 1660 roku. Został przywrócony pra-prawnukowi 4. księcia, również Tomaszowi Howardowi. Nosił on tytuł 5. księcia Norfolk, trzeciej kreacji. Od tamtych czasów tytuł nieprzerwanie do współczesności dzierży ród Howardów, a obecnie należy do Edwarda Fitzalan-Howard, który jest 18. księciem Norfolk. Rodzina Howardów, która posiada łącznie 4 dziedziczne tytuły arystokratyczne i jest nazywana Drugą Rodziną Anglii, najbardziej prominentną zaraz po dynastii Windsorów. Howardowie odegrali ogromną rolę w historii katolicyzmu w Anglii, szczególnie po reformacji.
Król Edward I i królowa Małgorzata Francuska są przodkami rodziny Howardów po kądzieli. Z rodziny Howardów wywodziły się także dwie, spośród sześciu żon króla Henryka VIII; Anna Boleyn, matka królowej Elżbiety I i Katarzyna Howard, jej kuzynka. Poszczególne gałęzie rodu Howardów posiadają następujące tytuły parowskie:
- Książę Norfolk (ang. Duke of Norfolk)
- Hrabia Suffolk (ang. Earl of Suffolk)
- Hrabia Carlisle (ang. Earl of Carlisle)
- Hrabia Effingham (ang. Earl of Effingham)

## Księstwo Norfolku
Księstwo Norfolku (ang. Dukedom of Norfolk) to najstarsze i najwyższe w hierarchii parostwo Anglii i tym samym Zjednoczonego Królestwa, tzw. Premier Duke. Inny tytuł posiadany przez książęta Norfolk, hrabia Arundel, także jest najstarszy i najważniejszy wśród angielskiej arystokracji (Premier Earl). Książęta pełnią także jedne z najważniejszych funkcji państwowych (Wielcy Urzędnicy Państwowi), jako dziedziczni lordowie marszałkowie (Earl Marshall). Norfolkowie są także dziedzicznymi Marszałkami Anglii. Książęta Norfolk od 1580 r., kiedy odziedziczyli tytuł hrabiego Arundel używają podwójnego nazwiska FitzAlan-Howard.

## Tytuły, urzędy i obowiązki
- Książęta Norfolk posiadają następujące tytuły arystokratyczne:
  - Książę Norfolk (ang. Duke of Norfolk) – odziedziczony w 1476 r. po śmierci Thomasa Mowbraya 4. księcia Norfolk
  - Hrabia Surrey (ang. Earl of Surrey – kreowany w 1482 r. w parostwie Anglii dla Thomasa Howarda 2. księcia Norfolk
  - Hrabia Arundel (ang. Earl of Arundel) – odziedziczony w 1580 r. po śmierci Henry’ego FitzAlana 19. hrabiego Arundel
  - Baron Maltravers (ang. Lord Maltravers) – kreowany w 1660 r. dla Henry’ego FitzAlan-Howarda 6. księcia Norfolk
  - Baron Beaumont (ang. Lord Beaumont) – odziedziczony w 1975 r. po śmierci Mony Stapleton 11. baronowej Beaumont)
  - Baron Howard of Glossop – kreowany w 1852 r. dla Lorda Edwarda FitzAlan-Howarda młodszego syna 13. księcia Norfolk
- Tytuły w posiadaniu bocznych gałęzi Książąt Norfolk
  - Baron Howard of Penrith – kreowany w 1892 r. dla sir Esme FitzAlan-Howarda pra-pra-prawnuka 22. hrabiego Arundel
- Książęta Norfolk posiadali następujące tytuły arystokratyczne:
  - Wicehrabia Stafford – kreowany w 1628 r. dla Lorda Edmunda FitzAlan-Howarda młodszego syna 21. hrabiego Arundel
    - Tytuł przekształcony został w tytuł hrabiego Stafford i wygasł w 1762 r. ze śmiercią Johna Howarda 3. hrabiego Stafford

  - Wicehrabia FitzAlan of Derwent – kreowany w 1921 r. dla Lorda Williama FitzAlan-Howarda młodszego syna 14. księcia Norfolk
    - Tytuł wygasł w 1962 r. ze śmiercią Henry’ego FitzAlan-Howarda 2. wicehrabiego FitzAlan

  - Baron Herries of Terregles – odziedziczony w 1945 r. po śmierci Gwendoline Maxwell 12. baronowej Herries of Terregles
    - Tytuł przeszedł w 1985 r. w ręce rodziny Cowdrey
- Najstarszy syn księcia Norfolk nosi tytuł hrabiego Arundel i Surrey
- Najstarszy syn hrabiego Arundel i Surrey nosi tytuł barona Maltravers
- siedzibami książąt Norfolk są zamki: Framlingham, Bungay i Arundel.
- Inne dziedziczne tytuły, godności i urzędy:
  - lord marszałek, jeden z Wielkich Urzędników Państwowych
    - Jako lord marszałek książę Norfolk kieruje College of Arms, najwyższym urzędem heraldycznym Anglii, Walii i Irlandii Północnej

  - Marszałek Anglii (Hereditary Marshall of England)
  - Norfolkowie to jedni z trzech pretendentów do urzędu Naczelnego Kamerdynera Anglii

## Książęta Norfolk

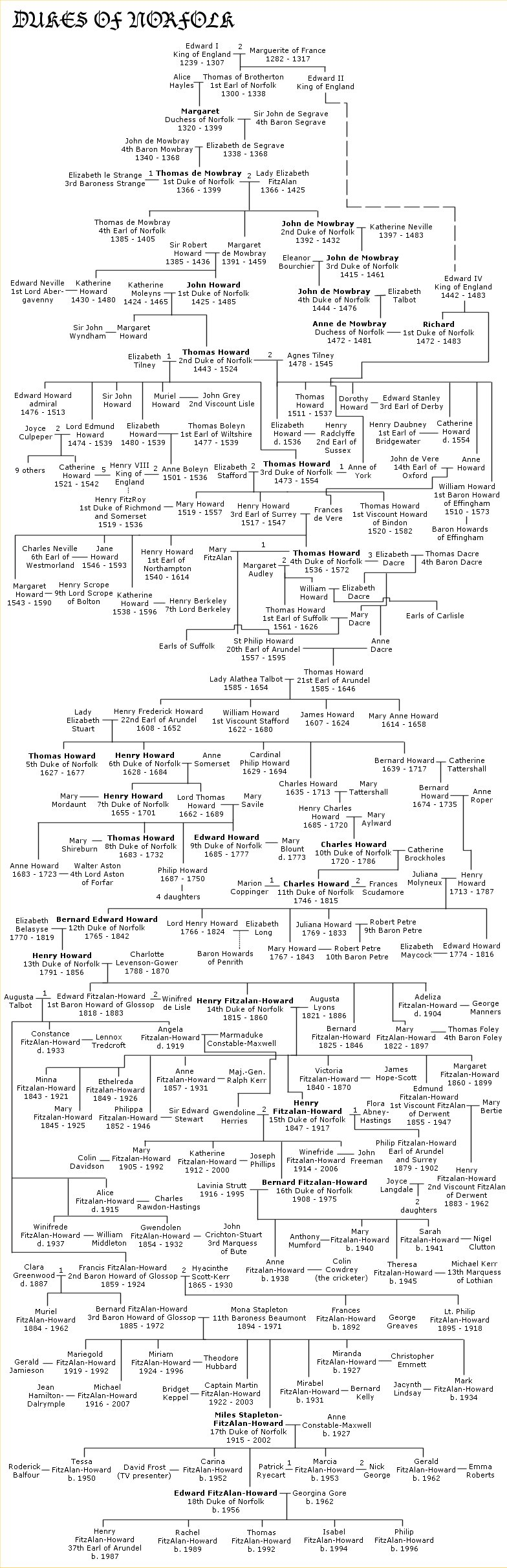
Książęta Norfolk

Książęta Norfolk 1. kreacji (parostwo Anglii)
- 1397–1399: Thomas Mowbray, 1. książę Norfolk
- 1425–1432: John Mowbray, 2. książę Norfolk
- 1432–1461: John Mowbray, 3. książę Norfolk
- 1461–1476: John Mowbray, 4. książę Norfolk

Książęta Norfolk 2. kreacji (parostwo Anglii)
- 1481–1483: Ryszard Shrewsbury, 1. książę Yorku

Książęta Norfolk 3. kreacji (parostwo Anglii)
- 1483–1485: John Howard, 1. książę Norfolk – wnuk Thomasa Mowbraya 1. księcia Norfolk (pierwszej kreacji)
- 1514–1524: Thomas Howard, 2. książę Norfolk – syn 1. księcia Norfolk
- 1524–1547: Thomas Howard, 3. książę Norfolk – syn 2. księcia Norfolk
  - Henry Howard, 3. hrabia Surrey – syn 3. księcia Norfolk
- 1554–1572: Thomas Howard, 4. książę Norfolk – wnuk 3. księcia Norfolk, syn 3. hrabiego Surrey
  - Philipa FitzAlan-Howard 20. hrabia Arundel – syn 4. księcia Norfolk
  - Thomas FitzAlan-Howard 21. hrabia Arundel – syn 20. hrabiego Arundel
  - Henry FitzAlan-Howard 22. hrabia Arundel – syn 21. hrabiego Arundel
- 1660–1677: Thomas FitzAlan-Howard, 5. książę Norfolk – pra-prawnuk 4. księcia Norfolk, syn 22. hrabiego Arundel
- 1677–1684: Henry FitzAlan-Howard, 6. książę Norfolk – brat 5. księcia Norfolk, syn 22. hrabiego Arundel
- 1684–1701: Henry FitzAlan-Howard, 7. książę Norfolk – syn 6. księcia Norfolk
  - Lord Thomas FitzAlan-Howard – syn 6. księcia Norfolk
- 1701–1732: Thomas FitzAlan-Howard, 8. książę Norfolk – wnuk 6. księcia Norfolk
- 1732–1777: Edward FitzAlan-Howard, 9. książę Norfolk – brat 8. księcia Norfolk, Wnuk 6. księcia Norfolk
  - Lord Charles FitzAlan-Howard – syn 6. księcia Norfolk
  - sir Henry FitzAlan-Howard – wnuk 6. księcia Norfolk
- 1777–1786: Charles FitzAlan-Howard, 10. książę Norfolk–Prawnuk 6. księcia Norfolk
- 1786–1815: Charles Howard, 11. książę Norfolk – syn 10. księcia Norfolk
  - Lord Bernard FitzAlan-Howard – syn 6. księcia Norfolk
  - sir Bernard FitzAlan-Howard – wnuk 6. księcia Norfolk
  - sir Henry FitzAlan-Howard – Prawnuk 6. księcia Norfolk
- 1815–1842: Bernard Edward Howard, 12. książę Norfolk – Pra-prawnuk 6. księcia Norfolk
- 1842–1856: Henry Charles Howard, 13. książę Norfolk – syn 12. księcia Norfolk
- 1856–1860: Henry Granville Fitzalan-Howard, 14. książę Norfolk – syn 13. księcia Norfolk
- 1860–1917: Henry Fitzalan-Howard, 15. książę Norfolk – syn 14. księcia Norfolk
- 1917–1975: Bernard Marmaduke Fitzalan-Howard, 16. książę Norfolk – syn 15. księcia Norfolk
  - Edward FitzAlan-Howard 1. Baron Howard of Glossop – syn 13. księcia Norfolk
  - Francis FitzAlan-Howard 2. Baron Howard of Glossop – wnuk 13. księcia Norfolk
  - Bernard FitzAlan-Howard 3. Baron Howard of Glossop – Prawnuk 13. księcia Norfolk
- 1975–2002: Miles Francis Stapleton-Fitzalan-Howard, 17. książę Norfolk – Pra-prawnuk 13. księcia Norfolk
- 2002 –: Edward William Fitzalan-Howard, 18. książę Norfolk – syn 17. księcia Norfolk

Następca 18. księcia Norfolk: Henry Miles Fitzalan-Howard, hrabia Arundel i Surrey